# Liste des maires d'Avranches
Cet article dresse une liste par ordre de mandat des maires d'Avranches.

## Liste des maires

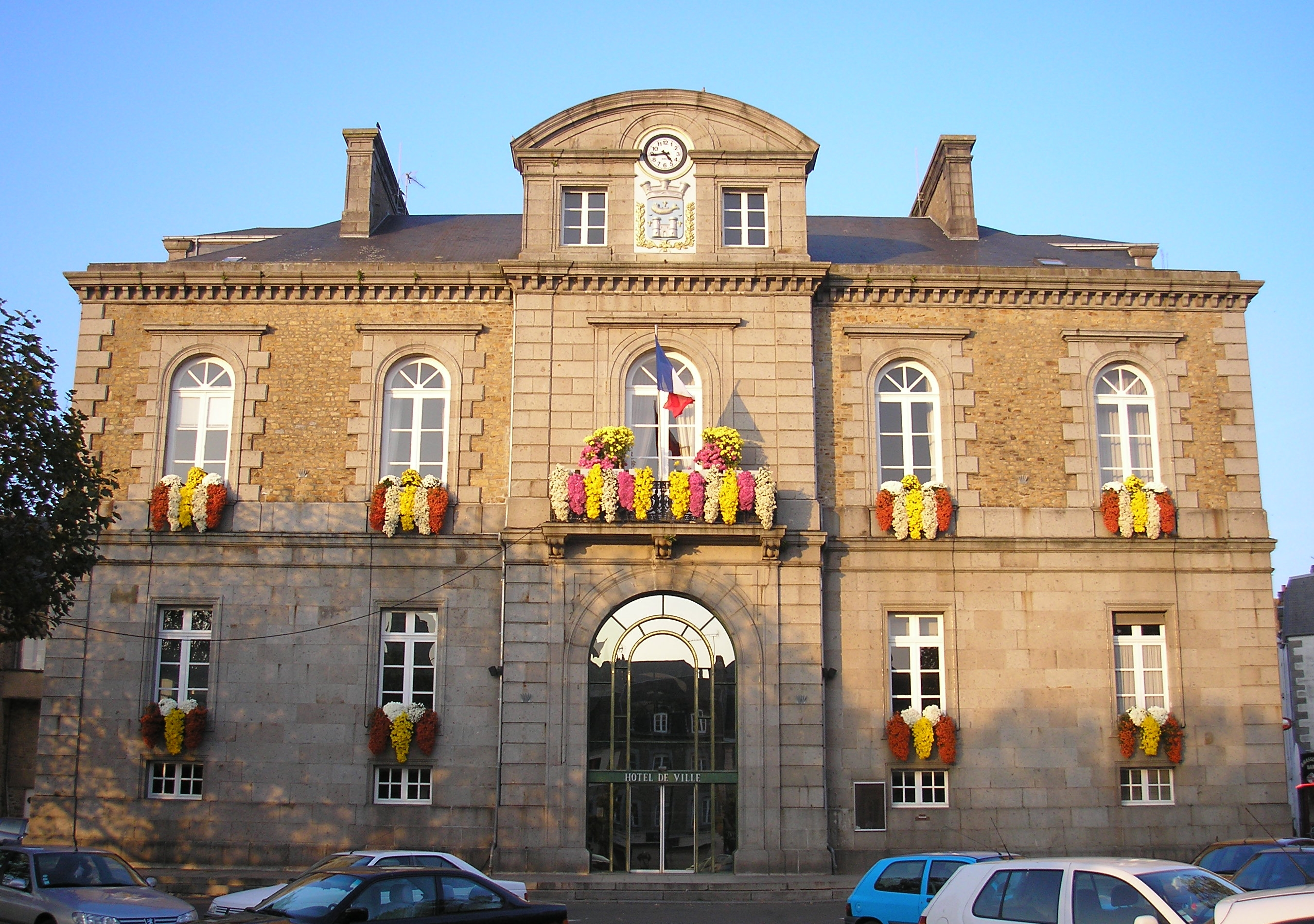
L'hôtel de ville d'Avranches.

| Période      | Période      | Identité                                                               | Étiquette                   | Qualité |
| ------------ | ------------ | ---------------------------------------------------------------------- | --------------------------- | --- |
| 1642         | 1657         | Messire Gilles Vivien, écuyer, seigneur de la Champagne (c.1590-1657)  | « maire-né » (env.50 ans)   | lieutenant général du bailliage |
| 1657         | août 1692    | Messire René Vivien, écuyer, seigneur de la Champagne (1628-1693)      | « maire-né » (29 ans)       | lieutenant général du bailliage |
| août 1692    | 1697         | Me Gédéon Trochon, écuyer, sieur des Landelles (c.1655-1697)           | maire par office (c.37 ans) | élu en l'Election d'Avranches, décédé en fonction |
| 1697         | juin 1716    | Me Jean Trochon, sieur de Chasné                                       | maire par office            | président de l'Election d'Avranches |
| juin 1716    | mars 1719    | Me Jean Angot, écuyer, sieur du Potrel (1642-1719)                     | « maire-né » (74 ans)       | lieutenant général du bailliage; assura l'ntérim de son gendre Gilles Vivien de la Champagne comme maire-né; décédé en fonction |
| mars 1719    | nov. 1742    | Messire Jean-René Vivien, écuyer, seigneur de la Champagne (1690-1761) | « maire-né » (29 ans)       | lieutenant général du bailliage |
| juin 1734    | mars 1738    | Me René Marie Le Masson, sieur de la Mazurie                           | nommé par le roi            | président de l’Election d’Avranches; maire nommé malgré lui qui n’exerça pas |
| mars 1738    | sept. 1740   | Roger Bétille                                                          | maire élu                   | assesseur au bailliage, maire élu en titre qui n’exerça pas |
| nov. 1742    | janv. 1746   | Louis-Joseph Olivier, sieur de Préciaux                                | maire élu                   | commissaire enquêteur du bailliage |
| janv.1746    | mars 1749    | Me René Marie Le Masson, sieur de la Mazurie                           | maire élu (45 ans)          | président de l’Election d’Avranches |
| mars 1749    | mai 1758     | Nicolas-Robert Guellet, sieur de la Bréardière (c.1700-c.1795)         | maire élu (env. 50 ans)     | lieutenant particulier assesseur criminel du bailliage, réélu en Avril 1752 et mars 1755 |
| mai 1758     | mars 1759    | René Le Harivel, sieur d’Aussais (1699-1773)                           | maire nommé (env. 60 ans }  | avocat du roi au bailliage, démis un an après sa nomination |
| avril 1759   | mars 1762    | Jean-Aubin-Hervé Lottin, sieur de Beauvallon                           | maire élu (61 ans)          | avocat du roi au bailliage |
| mars 1762    | janv.1768    | Louis-Ambroise Provost de la Fardinière (1732-1801)                    | maire élu (29 ans)          | premier avocat du roi au bailliage, réélu en mars 1765, démissionnaire en 1768 |
| janv.1768    | août 1768    | Abbé Charles-Colin de Contrisson                                       | maire élu                   | grand doyen du chapitre, démis six mois après son élection |
| sept.1768    | déc.1771     | Jean-Baptiste Guitton, seigneur des Haies-de-Terre                     | maire élu                   | assesseur au bailliage, réélu en novembre 1771, démissionnaire un mois plus tard |
| janv.1772    | janv.1772    | Nicolas-Robert Guellet sieur de la Bréardière                          | maire élu (c.70 ans)        | lieutenant particulier assesseur criminel du bailliage, maire élu qui n’exerça pas |
| janv.1772    | juin 1773    | intérim de Me Pierre-René Ferrey sieur de Montitier                    | vacance de maire            | lieutenant particulier civil et criminel du bailliage (37 ans) |
| juillet 1773 | février 1782 | Nicolas Pierre Le Sourd, sieur de l’Aiglerie (c.1713-1776)             | maire nommé (env. 70 ans)   | assesseur au bailliage, reconduit en juin 1776 et juillet 1779, décédé en fonction |
| mars 1782    | mai 1786     | Jean-Hervé-Antoine Lottin, sieur du Tertre                             | maire élu (35 ans)          | avocat du roi au bailliage |
| mai 1786     | sept. 1787   | Claude-Joseph Meslé, sieur de la Bretêche (1713-1787)                  | maire élu (73 ans)          | subdélégué en l’élection, décédé en fonction |
| oct.1787     | juin 1790    | Me Jean-Victor Tesnière, sieur de Brémesnil (1763-1811)                | maire élu (24 ans)          | élu en l’Election d'Avranches, lieutenant général du bailliage, baron d'Empire de Brémesnil, anobli en 1809 |
| 1790         | 1790         | M. Petit                                                               |                             | |
| 1790         | 1791         | M. Boissel Dubuisson                                                   |                             | |
| 1791         | 1791         | Joseph Frain                                                           |                             | Médecin Député Préfet des Ardennes |
| 1791         | 1792         | Louis Guérin                                                           |                             | Médecin |
| 1792         | 1793         | Félix Ébrard                                                           |                             | |
| 1793         | 1794         | M. Morin                                                               |                             | |
| 1794         | 1794         | M. Olivier                                                             |                             | |
| 1794         | 1795         | Jean Rioult de Montbray                                                |                             | |
| 1795         | 1795         | M. Bournhonet                                                          |                             | |
| 1795         | 1796         | M. Le Moyne                                                            |                             | |
| 1796         | 1796         | Alain Fleury                                                           |                             | |
| 1796         | 1796         | M. Hullin                                                              |                             | |
| 1796         | 1797         | M. Blondel Duclis                                                      |                             | |
| 1797         | 1798         | Pierre Pinel                                                           |                             | |
| 1798         | 1799         | M. Burdelot                                                            |                             | |
| 1799         | 1799         | Jean-Victor Tesnière-Bresménil                                         |                             | Lieutenant général du bailliage d'Avranches Député |
| 1800         | 1802         | Pierre Louis Pinel                                                     |                             | Administrateur du district d'Avranches Député |
| 1802         | 1807         | Blondel Duclis                                                         |                             | |
| 1807         | 1810         | Jean-Victor Tesnière-Bresménil                                         |                             | Lieutenant général du bailliage d'Avranches Député |
| 1810         | 1815         | Jean Auguste de Belle Étoile du Molet                                  |                             | |
| 1815         | 1815         | Joseph Frain                                                           |                             | Médecin Député Préfet des Ardennes |
| 1815         | 1830         | Jean Auguste de Belle Etoile du Molet                                  |                             | |
| 1830         | 1841         | Aimé Anatole Olivier                                                   |                             | Conseiller général d'Avranches |
| 1841         | 1852         | Jules François Bouvattier                                              |                             | Conseiller général d'Avranches Député Sous-préfet d'Avranches Officier de la Légion d'honneur |
| 1852         | 1855         | Victor Gauquelin                                                       |                             | Conseiller général d'Avranches |
| 1855         | 1861         | Jean Jacques Lahouge                                                   |                             | |
| 1861         | 1878         | Victor Sanson                                                          |                             | Docteur |
| 1878         | 1881         | Hippolyte Barbe                                                        |                             | |
| 1881         | 1882         | Gustave Frémin                                                         |                             | |
| 1882         | 1887         | Auguste Gautier                                                        |                             | Conseiller général d'Avranches |
| 1887         | 1895         | Auguste Lenoir                                                         |                             | |
| 1895         | 1896         | Jean Desdouitils                                                       |                             | |
| 1896         | 1902         | Henri d'Aisy                                                           |                             | |
| 1902         | 1902         | Léon Oberlin                                                           |                             | |
| 1902         | 1923         | Maurice Chevrel                                                        |                             | Conseiller général d'Avranches |
| 1923         | 1941         | Alphonse Briand                                                        |                             | |
| 1941         | 1944         | Jean Simonin                                                           |                             | |
| 1944         | 1945         | Edmond Laquère                                                         |                             | |
| 1945         | 1953         | Victor Bindel                                                          |                             | |
| 1953         | 1983         | Léon Jozeau-Marigné                                                    | RI puis CNIP puis UDF-PR    | Avoué 1er adjoint au maire (1947-1953) Conseiller général d'Avranches Conseiller régional de Basse-Normandie Président du conseil général de la Manche Président du conseil régional de Basse-Normandie Sénateur Membre du Conseil constitutionnel |
| 1983         | 1989         | Fernand Le Prieur,                                                     | DVD                         | Avocat, bâtonnier du barreau d'Avranches Président du syndicat d'initiative touristique d'Avranches (1957-2001) Conseiller municipal Adjoint au maire                                                                                              |
| 1989         | 2001         | René André                                                             | RPR                         | Avocat Président de la CC d'Avranches Député |
| 2001         | 28 mars 2014 | Guénhaël Huet                                                          | RPR puis UMP                | Fonctionnaire Président de la CC d'Avranches Président de la CC Avranches - Mont-Saint-Michel, Conseiller général d'Avranches Conseiller régional de Basse-Normandie Député                                                                        |
| 28 mars 2014 | en cours     | David Nicolas,                                                         | Centriste,                  | Historien Président de la CA Mont-Saint-Michel-Normandie (2017 → ) Réélu maire de la commune nouvelle pour le mandat 2019-2020et 2020-2026 |